# Rund um den Sachsenring
La Rund um den Sachsenring ("Volta a Sachsenring") és una cursa ciclista alemanya que es disputa al Circuit de Sachsenring a Saxònia. Es va crear el 2004, i va formar part de l'UCI Europa Tour del 2005 al 2008. A partir de l'any següent va formar del calendari nacional alemany.

## Palmarès
| Año  | Ganador             | Segundo             | Tercero                |
| ---- | ------------------- | ------------------- | ---------------------- |
| 2004 | Björn Papstein      | Udo Müller          | Jan Pokrandt           |
| 2005 | Karsten Volkmann    | Andreas Schillinger | Tilo Schüler           |
| 2006 | Artur Gajek         | Andreas Schillinger | Philipp Mamos          |
| 2007 | Tobias Erler        | Oliver Giesecke     | Christian Kux          |
| 2008 | Karsten Volkmann    | Fabian Pohl         | Christian Leben        |
| 2009 | Dirk Müller         | Jonas Schmeiser     | René Obst              |
| 2010 | Markus Schwarzhuber | Matthias Friedemann | Tobias Erler           |
| 2011 | Johannes Heider     | Tino Meier          | Martin Boubal          |
| 2012 | Stefan Gaebel       | Kersten Thiele      | Henning Bommel         |
| 2013 | Matthias Plarre     | Stefan Gaebel       | Martin Boubal          |
| 2014 | Johannes Heider     | Mathias Wiele       | Konrad Geßner          |
| 2015 | Erik Mohs           | Tomáš Okrouhlický   | Robert-William Kessler |
| 2016 | Martin Boubal       | Erik Mohs           | Immanuel Stark         |